# Meurtres à Granville
Pour plus de détails, voir Fiche technique et Distribution.
Meurtres à Granville est un téléfilm français réalisé par Christophe Douchand en 2020.
Il s'agit du 4e épisode de la huitième saison de la série Meurtres à... diffusée sur France 3 depuis 2013.

## Synopsis
Camille Fauvel est une médecin légiste reconvertie en romancière à succès. Elle écrit son prochain livre dans lequel elle déroule une scène de meurtre. Au même moment, sur la plage en contrebas de sa terrasse, a lieu également une scène de meurtre avec de fortes similarités à celle décrite dans son roman. La victime porte des blessures au dos selon d'anciens rites vikings décrit dans un vieux manuscrit. Assistée du policier Damien Bonaventure, Camille Fauvel mène une enquête avant que d'autres meurtres surviennent selon les mêmes rituels. Ils vont alors découvrir une vieille et étrange histoire de vengeance en rapport avec le passé de Granville,.

## Fiche technique
- Réalisateur : Christophe Douchand
- Scénaristes : Anthony Maugendre et Laurent Vachaud
- Musique : Arno Alyvan
- Directeur de la photographie : Philippe Lardon
- Assistant réalisateur : Olivier Breton
- Son : Sonia Sokolowski
- Costume : Nathalie Chesnais
- Maquillage : Cynthia Scigliuto
- Diffusion : 
  -  Belgique : 2 décembre 2020 (La Une)
  -  France : 9 janvier 2021 (France 3)

## Distribution
- Florence Pernel : Camille Fauvel
- Raphaël Lenglet : Damien Bonaventure
- Myriam Bourguignon : Erika Bertin
- Apolline Bercholz : Astrid Lecame
- François Pouron : Jérome Fauvel
- Stéphane Metzger : Denis Lagarde
- François-David Cardonnel : Augustin de Percy
- Jérôme Pouly : Benjamin Vaugand
- Jeanne Fremy : Elsa Fauvel
- Arièle Semenoff : Catherine de Percy

## Tournage
Le tournage a lieu en juillet 2020 principalement à Granville, au château de la Crête, au Plat-Gousset, au foyer des jeunes travailleurs (transformé en commissariat) et aux îles Chausey.
Il a aussi été tourné dans une villa à Saint-Pair-sur-Mer, ainsi que dans les communes de Blainville-sur-Mer et Bricqueville-sur-Mer,.

## Accueil critique
Pierre Ancery de Télérama déclare : « Cet épisode de Meurtres à... ne se distingue pas spécialement par son intrigue policière, truffée de clichés comme c’est souvent le cas dans la série. En revanche, le traditionnel duo d’enquêteurs fonctionne ici plutôt bien, le charme des deux acteurs principaux permettant au spectateur de se laisser mener sans encombre jusqu'au final ». Amandine Scherer pour Télé 7 jours, décrit le téléfilm comme « Un Meurtre à...surprenant grâce au personnage de Camille Fauvel, incarné par Florence Pernel, qui s'immisce dans l'habituel duo de flics. Un régal ! ». Selon Télé Z même « si le scénario use parfois de grosses ficèles, l’énergie des comédiens et les vues de la cité normande donnent une belle valeur à cette fiction ». Télé-Loisirs note « un téléfilm policier qui offre son lot de suspense, un duo d'enquêteurs de choix et des décors naturels somptueux ». Et enfin Télécâble Sat Hebdo déclare : « cette enquête originale donne un nouvel éclairage sur la cité corsaire de Granville, une ville riche d'un héritage culturel et historique bien mis en valeur ».

## Audiences
Diffusé le 9 janvier 2021 sur France 3, le téléfilm réunit 6,36 millions de téléspectateurs, avec une part d'audiences de 26,5 %, plaçant la chaîne en position de leader un samedi soir en première partie.
Le téléfilm est rediffusé sur France 3 :

- le 10 septembre 2022, il rassemble 4,24 millions millions de téléspectateurs, soit une part d'audience de 22,8 % ;

- le 5 août 2023, il rassemble 3,6 millions millions de téléspectateurs, soit une part d'audience de 22,1 %  ;

- le 3 avril 2025, il rassemble 2 831 000 téléspectateurs et 15,9 % part d'audience.